# Vicente Olmos Claver
Vicente Olmos Claver (Catarroja, c. 1744-Catarroja, c. 1812) fue un compositor y maestro de capilla español.

## Biografía

### Aprendizaje en la Catedral de Valencia
No se conoce con seguridad la fecha de nacimiento de Olmos, que el musicólogo José Climent sitúa hacia 1744. La fecha posiblemente sea un cálculo basado en la fecha de ingreso de 1754 en el coro de la capilla de música de la Catedral de Valencia.

Vicent Olmos. Vicent Olmos natural de Catarroja fill de Vicent Olmos, y de Francisca Claver Coniugues. Comensà â Cantar en 12 de Dehembre 1754. Segons relacío del Mestre de Capella.
Vicente Olmos. Vicente Olmos natural de Catarroja hijo de Vicent Olmos, y de Francisca Claver cónyuges. Comenzó a cantar el 12 de diciembre de 1754. Según relación del maestro de capilla.
Actas capitulares de la Catedral de Valencia (1754)

Olmos había nacido en Catarroja, localidad vecina de la ciudad de Valencia, comenzando sus estudios musicales en la catedral valenciana con diez años, bajo la tutela de José Pradas Gallén, uno de los grandes maestros de capilla que han pasado por la ciudad. Olmos comenzaría sus funciones como infant [infante] en la capilla cantando Maytines, pero «conservó la voz largos años», lo que permite pensar que también estudió bajo el magisterio de Pascual Fuentes, sucesor de Pradas en el cargo en 1757. El 22 de junio de 1762, fue nombrado Moso de Capella [mozo de capilla], cargo que ya contaba con remuneración económica.

Nominació de Moso de Capella â Vicent Olmos. Ab acte per dit Gargallo en 22. De Juny de 1762. Lo molt Ilustre Capítol nomenà â Vicent Olmos Infantillo per a la Plaza de Moso de Capella, per assens de Manuel Campos â la Plaza de Acolit, ab lo Salari Anuo, y demes emoluments perteneixents â dít empleo.
Nominación de mozo de capilla a Vicente Olmos. Con acto para dicho Gargallo el 22 de junio de 1762. El muy ilustre Capítulo nombra a Vicente Olmos infantillo a la plaza de mozo de capilla, por ascenso de Manuel Campos a la plaza de acólito, con el salario anual, y demás emolumentos pertenecientes a dicho empleo.
Actas capitulares de la Catedral de Valencia (1762)

En 1763 realizó sus primeras composiciones, el salmo Dixit Dominus, de primer tono a 8 voces con acompañamiento de órgano, y el Salmo Beatus Virde, segundo tono para doble coro con acompañamiento de órgano y bajo continuo. Ambas obras las firmó como «M[aest]rô Olmos», lo que lleva a pensar que ya había conseguido algún reconocimiento. A partir de este momento, Olmos ya no dejaría de componer: todavía en Valencia, en 1765, compuso una Misa a 4 y 8 voces, y en 1768 escribió el villancico Profesión de Sor Maria Joachina.
Tomó las órdenes de presbítero entre 1763 y 1765, ya que aparecen manuscritos firmados como «M.[osé]n Vicente Olmos». En 1768 fue nombrado acólito en la Catedral de Valencia, lo que conllevaba diferentes responsabilidades en la capilla musical de la metropolitana. Ese mismo año fue nombrado para el magisterio valenciano Francisco Morera, que también influyó en las composiciones de Olmo.

### Magisterio en el Palacio Real de Valencia
Las actas capitulares de la Catedral de Valencia dan noticia el 22 de diciembre de 1768 del nombramiento de Olmos como maestro de capilla de la capilla de música del Palacio Real de Valencia. Curiosamente la capilla no se formaría hasta un mes después, según indican las actas notariales descubiertas por el musicólogo Fernando Pingarrón Seco, cuyo segundo documento firmado en Valencia el 23 de enero de 1769 se puede considerar el documento fundacional de la capilla. La nueva capilla debía tener dieciocho músicos, entre cantores e instrumentistas, además de los infantes. El magisterio debía ocupar las funciones habituales del cargo en las catedrales: dirigir musicalmente la capilla, componer la música y educar a los Ynfantillos del coro. Olmos mantendría su cargo de acólito en la Catedral de Valencia durante esta etapa.

Otrosí: Que à ninguno de esta Capilla, por habilidad, que sea, se le hagan dos porciones, exepto al Maestro que tiene dos, la una por asistir al acto, y llevar el compas, y la otra por componer, y dàr a los musicos las obras, yà copiadas, teniendo dicha Capilla provision correspondiente de Musica.
23  de enero de 1769, notario Juan Antonio Espada

La fundación de la capilla generó una polémica en Valencia, ya que su función principal de atender a los actos religiosos del Palacio Real entraba en conflicto con el «concordato» firmado en 1747 por el que esa función correspondía a la capilla de música de la parroquia de San Martín y posteriormente a la de la Catedral. La disputa fue solucionada por el rey Carlos III a favor de la capilla del Palacio Real de Valencia y se cerraría definitivamente con nuevos acuerdos en 1776.

### Magisterio en la Catedral de Segorbe
Pero hacia 1772 Olmos ya se había desplazado al magisterio de la Catedral de Segorbe. Se desconoce cómo se produjo el hecho en detalle, ya que las actas capitulares de ese año han desaparecido, pero Perpiñán en 1897 menciona que «[p]or profesión religiosa del Maestro Vives, vacante el Magisterio de Capilla de Segorbe, fue agraciado, mediante oposición, el Presbítero Mosén Vicente Olmos en 28 de Febrero de 1772, los ejercicios de oposición se celebraron en 19 del mismo mes».
Hacia 1779 Olmos ya se había comenzado a alejar de la vida en la Catedral y el cabildo se mostraba preocupado por la ausencia del maestro que «[...] descuidava algún tanto de la enseñanza de composición a los infantillos [...]». Poco después Olmos solicitaba licencia para ausentarse y en noviembre el cabildo informa de que «[...] mosén Vicente Olmos maestro de Capilla avía tomado el ábito de Religioso Gerónimo en el monasterio de la Murta [...]». El magisterio no se declararía vacante hasta el 8 de noviembre de 1780, casi un año más tarde, siendo su sucesor el maestro Joaquín López González.

### Retiro al monasterio de La Murtra
Es probable que sus primeros contactos con la Orden de San Jerónimo los realizase en el monasterio jerónimo de Segorbe, Nuestra Señora de la Esperanza. El 27 de octubre de 1779 Olmos ingreso en la orden jerónima en el Monasterio de Nuestra Señora de La Murtra en Alcira. En su primera recepción en la orden no hubo problemas, ya que cumplía con todas las condiciones: suficiencia de lectura, gramática, voz y vista, «buenos informes de su vida, costumbres y limpieza de sangre». Las actas del monasterio informan los días 2 de marzo, 25 de julio y 8 de septiembre de 1780 que Olmos había sido bien recibido por la comunidad. El siguiente paso en la integración en la orden era la «profesión», que se realizaba escribiendo una solicitud que posteriormente era leída ante la comunidad. Fue presentada en noviembre de 1780, fecha en la que cambió su nombre al de fray Vicente de Nuestra Señora de los Desamparados Olmos.

Yo Fr. Vicente de Ntrâ Señora de los Desâmparados, Sacerdote, y Mtrô  de Capilla, que fui de la Cathedral Yglesia de Segorbe, hago profesíon, y prometo obediencía â Díos, y â Santa Maria, y al Bíenaventurado N. P. S. Geronimo, y â Vos Fr. Thomàs de Santa Maria, Prior de este  Monasterio  de Ntrâ Señora de la Murta de Valencía, orden de  N. P. S. Geronimo, y â vuestros successores, y de vivír sin propío, y en castidad hasta la muerte, segun la Regla de Sn Agustín  Obíspo; y digo, que soy Chrístíano  víejo por los quatro costados; y siempre q.e se hallàre lo contrarío, como es tener alguna raza de Judío, ô Moro, ô otro qualquier impedimento contra las Bullas Apostolicas concedidas â la Orden de N. P. S. Geronimo, quíero ser expelido dela Orden quítandome el Habíto de ella; y la profesíon, q.e hago no me valga, ni para esto tenga alguna fuerza: En testimonío delo qual, escrivo esta Carta, y la firmo de mi nombre, fecha en 1 de Noviembre, del año de 1780.
Fr. Vicente de Ntrâ Señora delos Desamparados, 1 de noviembre de 1780

Tras pasar los siete años de noviciado, fray Vicente realizó numerosos cargos en el monasterio: secretario, cedulero, secretario interino, secretario y archivero, arquero, arquero primero, arquero mayor, arquero y archivero, archivero, o archivero mayor.
Durante la invasión napoleónica, el monasterio fue exclaustrado entre 1812 y 1814. Del expolio de los bienes del monasterio se encargó una delegación que José I había establecido en Alcira, y fue realizada a instancias del gobernador de Alcira, Pedro Palau, por el comisionado, Ignacio de Yanguas. Comenzaba el 10 de enero de 1812, cuando quedaban en el monasterio solo cinco monjes, entre los que se encontraba fray Vicente. La mayoría de los documentos habían sido trasladados, en previsión de lo que pudiera suceder, a la villa de Jávea, a manos de Juan Bautista Gual. Como consecuencia de la interrupción de la actividad monástica en La Murtra, fray Vicente se desplazó a su ciudad natal, Catarroja, donde falleció después del 9 de abril de 1812, acabando así su trayectoria de más de 30 años como monje. En el libro de misas del monasterio consta la muerte, pero sin indicar la fecha:

Murió en Catarroxa el año 1812. Estan celebrados los Nocturnos y Misas correspondientes a sus adelantadas, y de esos dias: óbito, séptimo, trigésimo y Aniversario.
Libro de Misas celebradas por su Capellanía, libro núm. 2828

## Obra
Se conservan numerosas composiciones de Olmos, entre las que se cuentan misas, completas, cánticos (un Magnificat), lamentaciones, salmos y villancicos. La época más fructífera de Olmos sería durante su magisterio en la Catedral de Segorbe, donde se conservan treinta y siete composiciones del maestro, en la que destacan los numerosos villancicos. De su época en La Murtra se conservan seis composiciones musicales.